# Letov Š-4
 Š-4 (a jeho cvičná úprava označovaná jako Š-4a) byl nepříliš úspěšný jednomotorový, jednomístný dvouplošný stíhací letoun, konstrukce Aloise Šmolíka, vyráběný v letech 1923 až 1924 Československou vojenskou továrnou na letadla (od roku 1926 známou pod obchodním názvem Letov).

## Vývoj a výroba

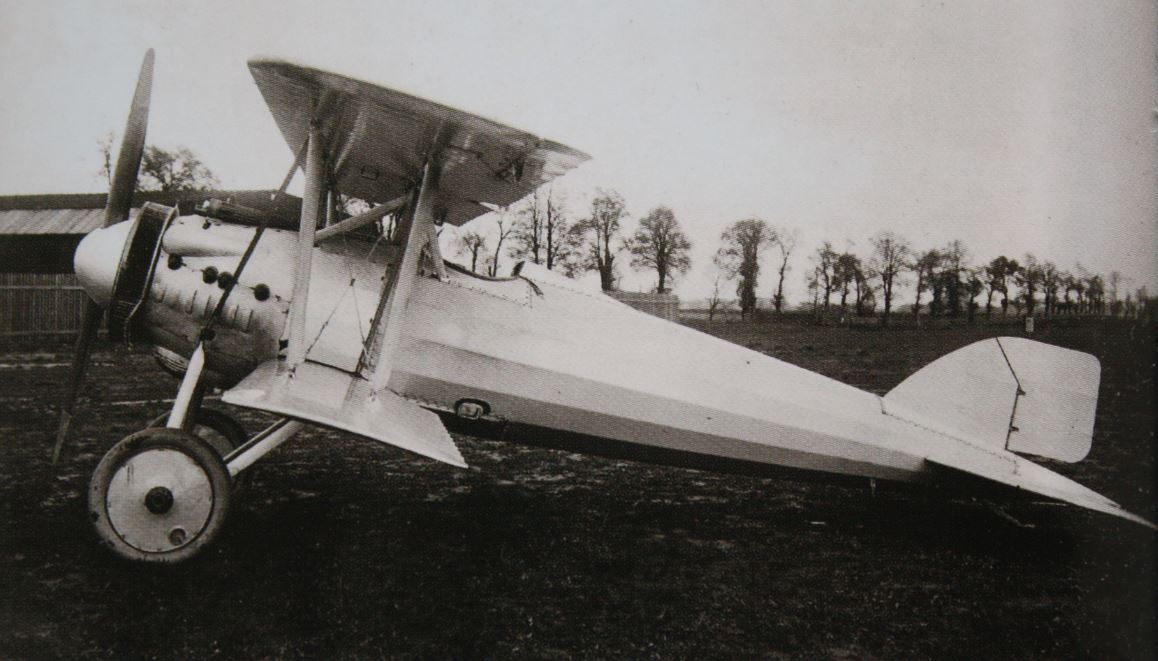
Prototyp Š-4.0

Š-4 vycházel z pokusného stroje Š-HS.1.01 (Š jako Šmolík, HS jako Hispano-Suiza) zalétaného v roce 1922. Po zkouškách byla zadána sériová výroba 20ks letadel pro armádu. V roce 1923 byl pokusný  Š-HS.1.01 přestavěn na prototyp  Š-4.0  a následovala sériová výroba letadel  Š-4.1  až  Š-4.20 . První tři stroje byly vyrobeny v roce 1923, ostatní v roce 1924.  Tyto sériové letouny Š-4 (před úpravami z let 1925 - 1928) jsou na pohled rozpoznatelné podle prstencového chladiče za vrtulovým kuželem a menší SOP. Byly osazeny motorem Hispano-Suiza 8B o výkonu 162 kW (220 k).

## Provoz
Dva letouny Š-4 byly přiděleny Leteckému učilišti v Chebu, pět Leteckému pluku č. 1 v Praze, a zbývajících třináct Leteckému pluku č. 2 v Olomouci. Letouny se v provozu příliš neosvědčily, neměly dobré letové vlastnosti, trpěly praskáním motorového lože a netěsnostmi prstencových chladičů. Dle dne 22.7.1925 nouzově přistál pilot čet. Tichý od LP2 s letadlem Š-4, protože se mu zlomila hřídel -vrtule rozbita, motor málo poškozen.
V roce 1925 bylo na všech Š-4 zastaveno létání a byly podrobeny továrním prohlídkám. Šestnáct letounů bylo vyhodnoceno jako schopných opravy. 

## Úpravy v letech 1925 až 1928 (na cvičný Š-4a)

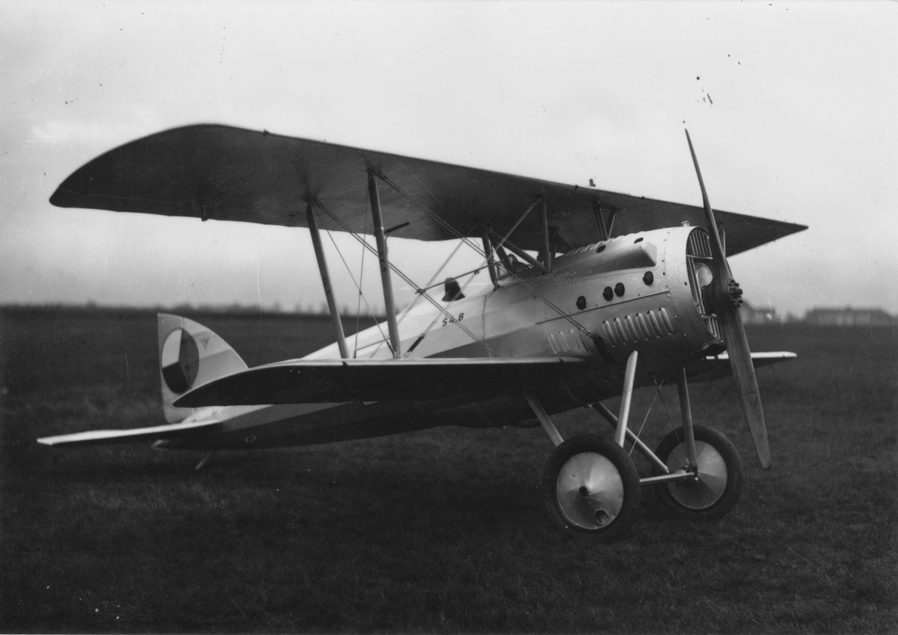
cvičný Š-4a

Těmto šestnáctí letounům Š-4 byla zesílena motorová lože, upravena kování křídel, zvětšena směrová i výšková kormidla a byly osazeny slabšími motory Hispano-Suiza 8A o výkonu 132 kW (180 k) s čelními chladiči, a nadále létaly bez výzbroje. Takto upravené letouny byly roku 1928 vráceny do služby, ale už jen jako cvičné do Leteckého učiliště, kde létaly do roku 1931. Tyto letouny se napohled poznají podle kapotáže motoru s čelním chladičem a podle větší ostře zakončené SOP. A taky mají kruhové čs. označení, používané od roku 1927.

## Technický popis
Konstrukce byla smíšená: kovová kostra trupu a ocasních ploch potažená plátnem, křídla dřevěná potažená plátnem, vyztužená vzpěrami a dráty, křidélka jen na horním křídle. Vztlakové klapky letadlo nemá. Kapotáž motoru plechová. Podvozek pevný kolový s ostruhou. Pilotní prostor otevřený s větrným štítkem a aerodynamickou hlavovou opěrkou.
Výzbroj Š-4 tvořila dvojice synchronizovaných kulometů Vickers ráže 7,7 mm nad motorem, cvičné Š-4a létaly bez výzbroje.

## Účast v závodech

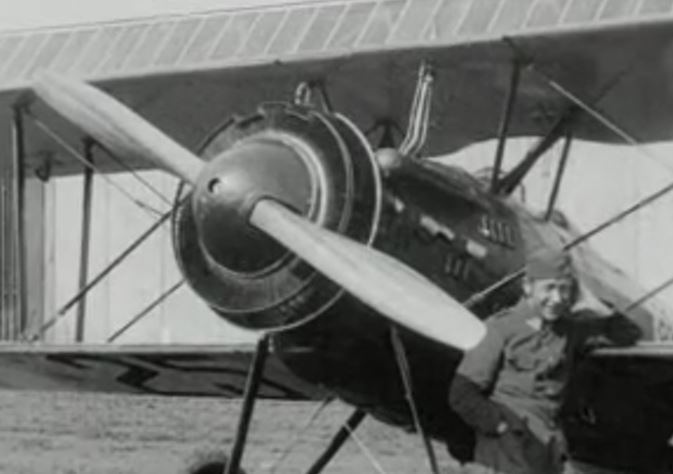
Š-4 startovní číslo 25 na závodech 1924

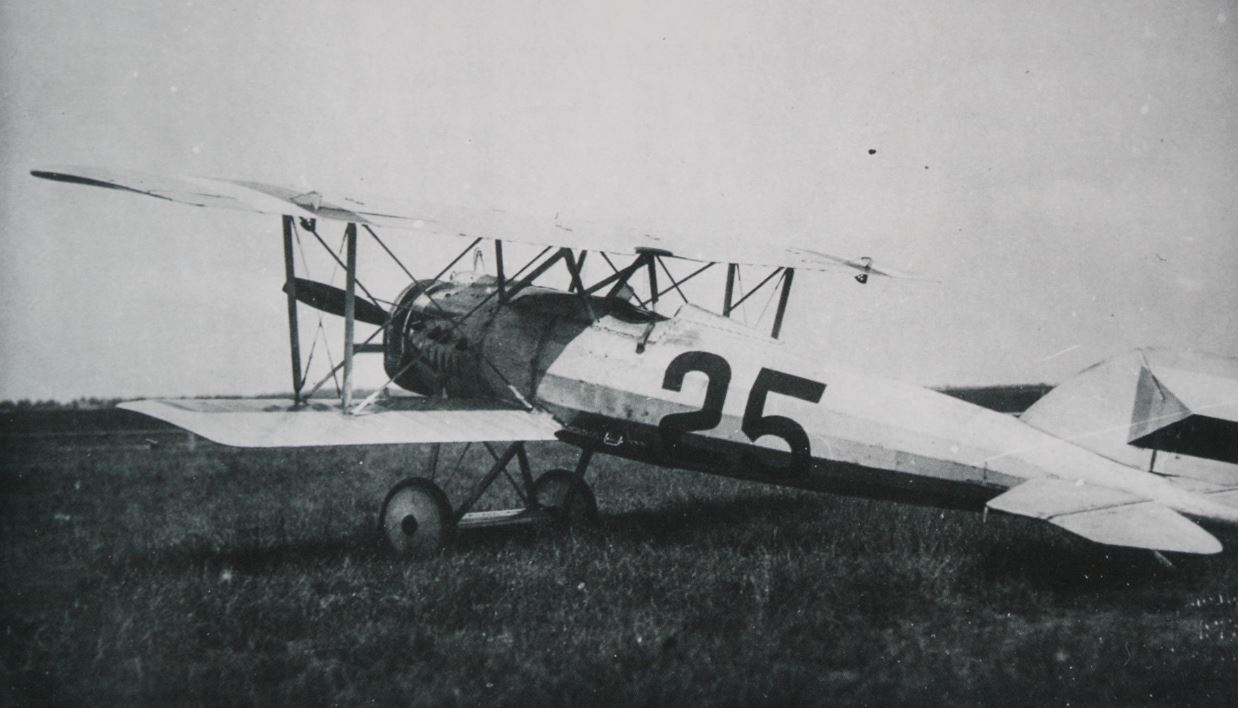
Š-4 startovní číslo 25 na závodech 1923

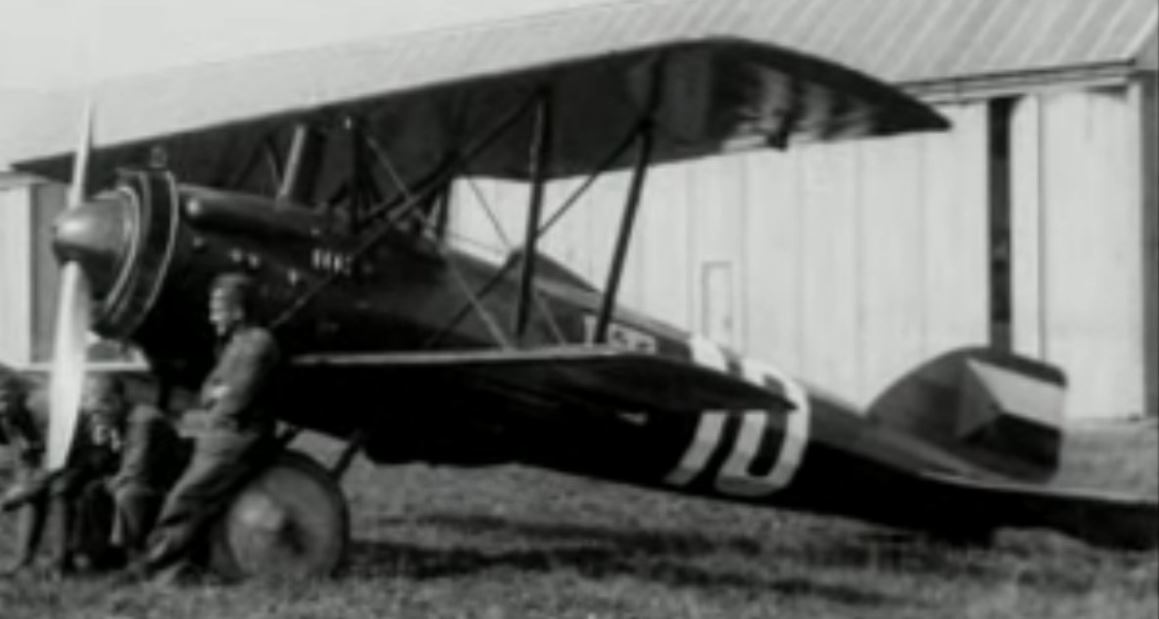
Š-4 startovní číslo 10 na závodech 1924

### Letecký závod rychlostní o cenu prezidenta republiky v roce 1923
Byly přihlášeny dva Š-4:
•	tovární závodní Š-4 s motorem Hispano-Suiza 8Fb o výkonu 300k a s aerodynamickým krytem motoru se startovním číslem 3, tovární pilot Alois Ježek – nestartoval (asi pro havárii s Š-8 )
•	normální stíhací Š-4 od LP1 se startovním číslem 25, pilot Alois Vrecl – nedoletěl

### Letecký závod rychlostní o cenu prezidenta republiky v roce 1924
Byly přihlášeny nejméně dva Š-4:
•	normální stíhací Š-4 se startovním číslem 25, pilot František Diviš z MNO – doletěl na 6. místě v hlavním závodě
•	normální stíhací Š-4 (asi v.č.12) od LP2 se startovním číslem 10, pilot František Merhout - neumístil se, asi nedoletěl
Pozn.: V roce 1924 jako tovární letěl již hornoplošník Š-14 se startovním číslem 3.

## Další vývoj s motorem Hispano-Suiza 8Fb o výkonu 300k

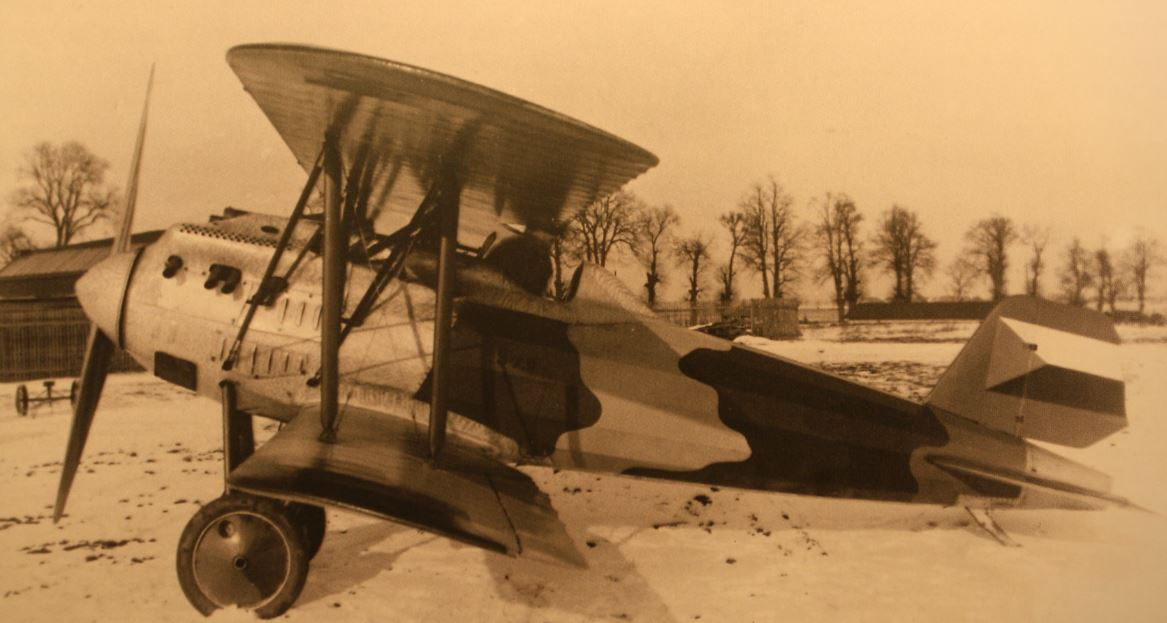
Š-7

Š-4 tovární závodní speciál s motorem Hispano-Suiza 8Fb o výkonu 300k (foto v odstavci Účast v závodech), s aerodynamickým krytem motoru, pro závod v roce 1923 měl startovní číslo 3; chladič byl asi pod motorem a byl aerodynamicky zakrytován. Výrobní číslo nezjištěno, ale nabízí se možnost, že jde o stejný letoun, který byl pro závod roku 1924 dále upravován a přeznačen na Š-14 – NEOVĚŘENO
Letov Š-14: do letounu Š-4.20 byl vestavěn motor Hispano-Suiza 8Fb o výkonu 3OOk s aerodynamickým krytem motoru a chladiči na bocích trupu; letoun byl po úpravách označen Š-14, a se startovním číslem 3 se zúčastnil Leteckého rychlostního závodu o cenu prezidenta republiky v roce 1924. Další osud Š-14 není známý, ale možná byl přestavěn zpět (NEOVĚŘENO), protože Š-4.20 měl být zničen v Leteckém učilišti dne 14.5.1929. 
Š-7: upravený drak letounu Š-4 s motorem Hispano-Suiza 8Fb o výkonu 3OOk s chladičem pod motorem byl základem prototypu letounu Š-7. Tento typ nebyl objednán do sériové výroby, a prototyp Š-7.0 byl zkouškami natolik opotřebován, že dosloužil jako nelétající pomůcka v Leteckém učilišti.

## Specifikace (Š-4)

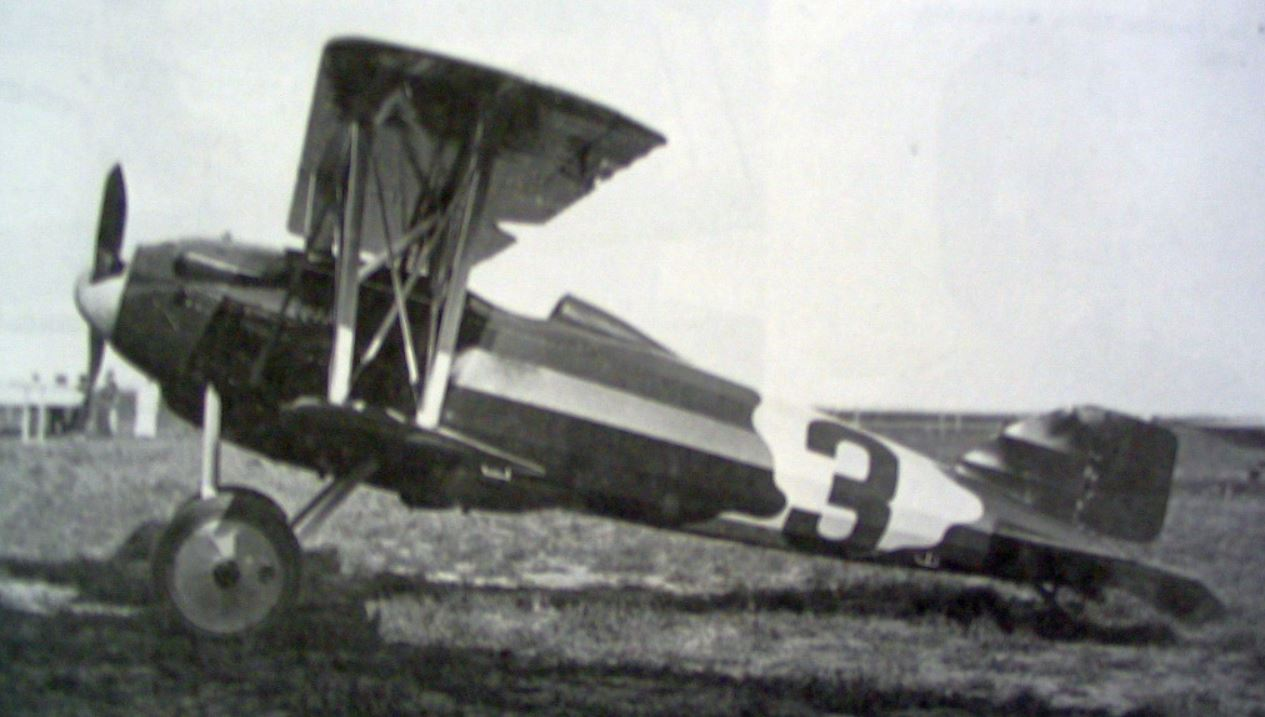
Tovární závodní Š-4 se startovním číslem 3 pro závod 1923

### Technické údaje
- Posádka: 1 (pilot)
- Rozpětí: 8,10 m
- Délka: 6,43 m
- Výška: 2,62 m
- Plocha křídel: 16,43 m²
- Prázdná hmotnost: 673 kg
- Vzletová hmotnost : 980 kg
- Pohonná jednotka: 1× osmiválcový motor do V Hispano-Suiza 8B s levotočivou pevnou (nestavitelnou) dřevěnou vrtulí
- Výkon pohonné jednotky: 162 kW (220 k) při 2300 ot./min

### Výkony
- Maximální rychlost: 230 km/h
- Dolet: 500 km
- Dostup: 5500 m
- Stoupavost: 3,8 m/s nebo 21.9 minut na 5000m

### Výzbroj
- 2× synchronizovaný kulomet Vickers ráže 7,7 mm nad motorem

## Specifikace (Š-4a)

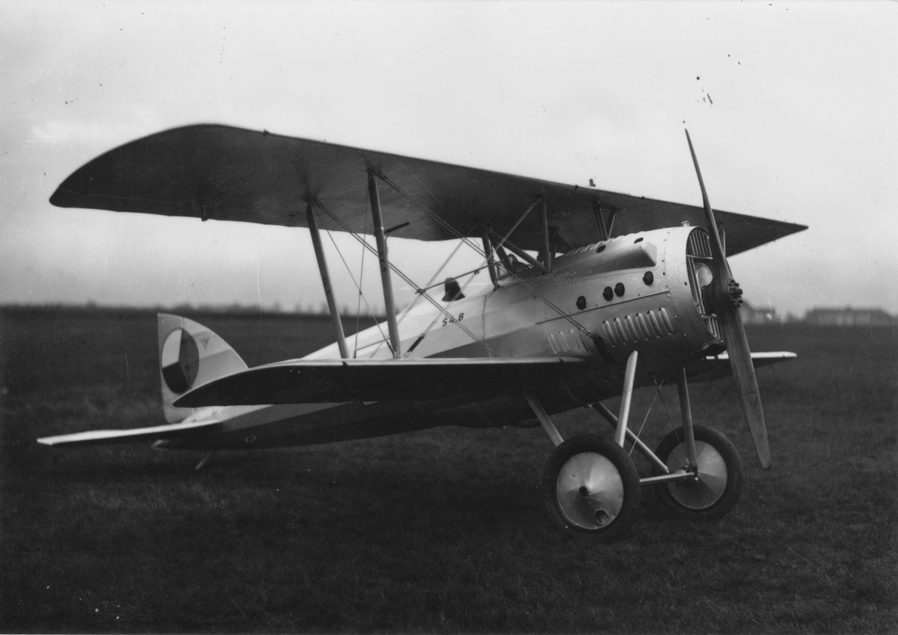
cvičný Š-4a

### Technické údaje
- Posádka: 1 (pilot)
- Rozpětí: 8,00 m
- Délka: -m
- Výška: - m
- Plocha křídel: 16,43 m²
- Prázdná hmotnost: -kg
- Vzletová hmotnost : - kg
- Pohonná jednotka: 1× osmiválcový motor do V Hispano-Suiza 8A s pravotočivou pevnou vrtulí
- Výkon pohonné jednotky: 132 kW (18O k)

### Výkony
- Maximální rychlost: -
- Dolet: -
- Dostup: -
- Stoupavost: -

### Výzbroj
- bez výzbroje